# جون ستيوارت كوليس
جون ستيوارت كوليس (بالإنجليزية: John Stewart Collis)‏ كاتب ومؤلف ايرلندي، مواليد إنجلترا 16 فبراير 1900 في دبلن في جمهورية أيرلندا، وتوفي في 2 مارس 1984. اشتهر بشغفه الزراعي وتُرجم له إلى العربية كتاب انتصار الشجرة.

## سيرة حياته
أتم دراسته العليا في جامعة اكسفورد حيث حصل على شهادة بكالوريوس في الآداب، عمل في الصحافة عدة سنوات، كما كان أستاذًا محاضرًا للأدب الانجليزي في جامعتي كامبردج ولندن. في مطلع الحرب العالمية الثانية شغف جون بالزراعة ومنذ ذلك الوقت وهو يمارس مختلف الأعمال الزراعية على الصعيد النظري والعملي والفني أيضًا، بالإضافة إلى كونه عضوًا في الجمعية الملكية للآداب.

## أشهر مؤلفاته
- السقوط إلي الأرض
- انتصار الشجرة[4]